# 泰伊洛爾鄉
45°06′N 28°29′E / 45.100°N 28.483°E
泰伊洛爾鄉（羅馬尼亞語：Comuna Valea Teilor, Tulcea），是羅馬尼亞的鄉份，位於該國東南部，由圖爾恰縣負責管轄，面積15平方公里，海拔高度159米，2002年人口1,517，人口密度每平方公里99人。